# Fransiger Wulstling
Der Fransige Wulstling (Amanita strobiliformis) ist eine Pilzart aus der Familie der Wulstlingsverwandten.

## Merkmale
Der Hut ist weiß bis grau gefärbt. Er ist besetzt mit weißen, zurückgebliebenen Velumresten und hat einen Durchmesser von 8 bis 25 cm. Im jungen Alter ist der Hut fransig von Velumresten umhangen, daher auch der Name. Die Lamellen sind weiß und besitzen eine feine, schartige Schneide. Der Stiel ist wie der Hut gefärbt und besitzt eine rübenartige, knollige Stielbasis, die nicht bescheidet ist. Der Ring ist mehlig-flockig und an der Oberseite gerieft. Oft ist der Ring unvollständig, daher kann er nicht als sicheres Bestimmungsmerkmal angesehen werden. Der Geruch schwankt von neutral bis hin zu angenehm nussartig.

## Artabgrenzung
Generell kann die Art nur schwer verwechselt werden. Entfernt ähnlich sind der Eierwulstling (Amanita ovoidea) ohne fransige Velumreste und der giftige Igel-Wulstling (Amanita solitaria) mit deutlich spitzeren Velumresten.

## Ökologie
Der Fransige Wulstling ist eine wärmeliebende Art. Er wächst von Juli bis September in wärmebegünstigten Laubwäldern, selten auch in Kiefernwäldern, aber auch an Straßen und in Parkanlagen ist er anzutreffen. Dabei wächst er am liebsten auf Kalkboden.

## Verbreitung
In Mitteleuropa tritt die Art sehr zerstreut auf. In der Mittelmeerregion ist sie allgemein häufig.

### Gefährdung
Der Fransige Wulstling ist in Deutschland ungefährdet. In den letzten Jahren wurden wieder mehrere Funde auch aus Norddeutschland gemeldet. Die Art scheint sich auszubreiten.

## Bedeutung
Der Fransige Wulstling gilt als guter Speisepilz. Im Alter schmeckt er etwas muffig. Generell sollte die Art aber eher geschützt werden, als auf dem Teller zu landen. Gemäß einer Studie von 2007 hyperakkumuliert der Pilz Silber.